# Hypericum sinaicum
Hypericum sinaicum är en johannesörtsväxtart som beskrevs av Ferdinand von Hochstetter och Pierre Edmond Boissier. Hypericum sinaicum ingår i släktet johannesörter, och familjen johannesörtsväxter. Inga underarter finns listade i Catalogue of Life.